# Irving Park (Chicago)
Pour les articles homonymes, voir Irving Park.

Situation d'Irving Park dans la ville de Chicago

Irving Park est l'un des 77 secteurs communautaires de la ville de Chicago aux États-Unis. Il abrite le quartier de Kilbourn Park.